# 上田竜也
上田 竜也（うえだ たつや、1983年〈昭和58年〉10月4日 - ）は、日本のアイドル、俳優。男性アイドルグループ・KAT-TUNの元メンバー。
神奈川県出身。STARTO ENTERTAINMENT所属。

## 来歴
テレビで踊っている今井翼を見て「カッコいいなぁ」と思い、両親を説得し、自ら履歴書を送って1998年6月にジャニーズ事務所に入所。ジャニーズJr.内ユニット・B.B.D.のメンバーとしても活動する。
2001年にNHK総合『ポップジャム』で堂本光一の専属バックダンサーとして結成したKAT-TUNのメンバーに選ばれ、2006年3月22日、シングル『Real Face』でCDデビュー。
2008年9月8日 - 9月21日、初のソロコンサート『MOUSE PEACE』を開催し、5万2500人を動員。披露する多くの曲の作詞を手掛けた。
2009年、舞台『ロミオとジュリエット』で初主演を務める。同年4月からはフジテレビ系の月9ドラマ『婚カツ！』で連続ドラマにも初出演。
2016年4月に生放送されたTBS系のバラエティ特番『オールスター感謝祭'16 春』内で実施されたイベント企画「赤坂5丁目ミニマラソン」にて初優勝。
2017年10月期に『新宿セブン』で連続ドラマ初主演を務め、ソロで主題歌「未完成のアンサー」の歌唱も担当した。
2019年4月6日 - 4月11日、トニー賞最優秀振付賞にもノミネートされた舞踏家のホフェッシュ・シェクターが振付・音楽を手掛けた『ポリティカル・マザー ザ・コレオグラファーズ・カット』の日本初公演で主演を務めた。
2023年2月14日、公式Instagramを開設。先輩や後輩とのやりとりを投稿した「倒し方シリーズ」が好評を博す。
2024年1月6日 - 2月6日、約14年ぶりのソロコンサート『MOUSE PEACE 2024〜我龍転生〜』を5都市15公演で開催。同ツアーのために櫻井翔と共同制作した新曲「ギリスト!」も収録した初のソロデジタルEP『ギリスト!』を2月7日にリリースした。
同年8月20日、個人Official GUILD「DAZZLE」の開設を発表。
2025年6月27日、『この声が届くまで』（KADOKAWA）で小説デビューした。

## 人物
姉がいる。愛犬はポメラニアンで名前は「チビ」。

### 特技・趣味
2007年頃からボクシングに熱中し、自身もジム通いをする。2012年にはドラマ『ボーイズ・オン・ザ・ラン』に出演し、この経験を生かして天才ボクサーの役を演じた。レギュラー出演『炎の体育会TV』（TBS系）の企画で、2014年には元世界チャンピオン・薬師寺保栄と3Rの激闘を見せたことも話題となった。2022年8月にはジャニーズWESTの重岡大毅と共に、那須川天心とのボクシング対決を行った。2023年1月にも元世界王者・内藤大助との対決が実現。その他、総合格闘技のファンでもあり、2019年12月31日にフジテレビ系で放送された『RIZIN.20』にもゲスト出演した。

### 交友関係・エピソード
嵐の櫻井翔を「アニキ」と慕う。2019年夏の大阪城ホールで行われたKAT-TUNのライブでは、ラップバトルコーナーに櫻井がサプライズ出演した。
加瀬あつしの『カメレオン』など漫画が好きで、以前住んでいた家や実家には1000冊以上が保管されている。仲の良い本郷奏多や友人を誘い、『あの日見た花の名前を僕達はまだ知らない。』の聖地巡礼のために埼玉県の秩父へ行ったことがある。
レギュラー出演していた『炎の体育会TV』ではオリンピック経験のあるアスリートと対戦し、勝つために事務所の後輩のジュニアメンバーを集め「ジャニーズ陸上部」や「ジャニーズ水泳部」を結成し、自らが監督となりメンバーを指導した。その時のメンバーだった長妻怜央や諸星翔希とは、事務所を退所しても交流を続けている。

## 出演
主演作品は太字表記

### テレビドラマ
- 怖い日曜日〜2000〜 第8回 祠の秘密（2000年8月27日、日本テレビ）
- 怖い日曜日〜2000〜 第15回 永遠の日々（2000年10月15日、日本テレビ）
- 史上最悪のデート 16話 吸血鬼なんか怖くない（2001年3月25日、日本テレビ）
- 婚カツ!（2009年4月 - 6月、フジテレビ）[36] - 雨宮邦康 役
- ランナウェイ〜愛する君のために（2011年10月 - 12月、TBS） - 滝本空哉 役[37]
- ボーイズ・オン・ザ・ラン（2012年7月 - 9月、テレビ朝日） - 安藤龍 役[23]
- 視覚探偵 日暮旅人（2017年1月 - 3月、日本テレビ） - 鶴田亀吉 役[38]
- 新宿セブン（2017年10月 - 12月、テレビ東京） - 主演・七瀬 役[10]
- 節約ロック（2019年1月 - 3月、日本テレビ） - 主演・松本タカオ 役
  - 節約ロック ちょっと特別編（2020年7月 - 10月、日本テレビ） - 主演・松本タカオ 役[39]
- 世にも奇妙な君物語 第5話「脇役バトルロワイヤル」（2021年4月2日、WOWOW） - 主演・淳 役[40]
- ネメシス 第2話 - 最終話（2021年4月18日 - 6月13日、日本テレビ） - 星憲章 役[41]
- マルス-ゼロの革命- 第5話（2024年2月20日、テレビ朝日） - 円城雅 役[42]
- 潜入バーテンダー（2025年5月30日予定、テレビ朝日〈前編〉・TELASA〈後編〉） - 主演・久米 役[43]

### 配信ドラマ
- 節約LOCK（2020年9月21日 - 配信、Hulu） - 主演・松本タカオ 役[44]
- GAME OF SPY（2022年6月24日 - 配信、Amazon Prime Video）- 景山透 役[45]

### 映画
- 永遠の0（2013年12月21日） - 小山 役[46]
- Endless SHOCK（2021年2月1日） - タツヤ 役[47]
- 映画ネメシス 黄金螺旋の謎（2023年3月31日） - 星憲章 役[48]

### ラジオ番組
- R-One KAT-TUN（文化放送レコメン!）（2006年4月5日 - 2012年3月27日）- KAT-TUNのメンバー中丸雄一と出演。
- 上田竜也のPirates Radio（2023年4月1日 - 、bayfm）[49]

### バラエティ番組
- 教科書にのせたい!（2011年7月26日 - 2012年9月4日、TBS）
- 炎の体育会TV（2012年10月 - 2023年3月18日、TBS）[46][50]
- 上田竜也の見た目で絶対決めつけないTV（2022年5月28日、テレビ東京）[51]

### 配信バラエティ
- シークレットNGハウス（2025年3月27日 -、Amazon Prime Video）[52]

### CM
- ロッテ「爽」（2001年）
- ロート製薬「もぎたて果実」（2006年）
- アース製薬「アースノーマット」（2025年4月 - ）メインキャラクター[53]
- カネカ食品「カネカQ10果実グミ」（2025年8月 - ）[54]

### 舞台
- ロミオとジュリエット（2009年3月4日 - 3月29日、東京グローブ座 / 2009年4月2日 - 4月5日、サンケイホールブリーゼ）主演・ロミオ 役[55]
- 冬眠する熊に添い寝してごらん（2014年1月9日 - 2月1日、シアターコクーン / 2月7日 - 2月12日、森ノ宮ピロティホール）主演・川下多根彦 役[56]
- 青い瞳（2015年11月1日 - 11月26日、シアターコクーン） - サム 役[57]
- 新世界ロマンスオーケストラ（2017年4月30日 - 5月21日、東京グローブ座 / 5月26日 - 28日、シアタードラマシティ）[58] - 主演・拓翔 役[59]
- ポリティカルマザー ザ・コレオグラファーズ・カット（2019年4月6日 - 11日、東京・Bunkamura オーチャードホール） - 主演[60]
- Endless SHOCK
  - Endless SHOCK 20th Anniversary（2020年2月4日 - 26日[注 1]、帝国劇場） - タツヤ 役[62]
  - Endless SHOCK -Eternal-（2020年9月15日 - 10月12日、梅田芸術劇場） - タツヤ 役[63]
  - Endless SHOCK -Eternal-（2021年2月4日 - 3月31日、帝国劇場）[64] - タツヤ 役[65]
  - Endless SHOCK（2024年11月8日 - 29日、帝国劇場） - タツヤ 役[66][67]
- Birdland（2021年9月9日 - 10月3日、PARCO劇場 / 10月9日、刈谷市総合文化センター / 10月15日 - 18日、京都劇場 / 10月30日 - 31日、久留米シティプラザ） - 主演・ポール 役[68]
- After Life（2023年7月8日 - 18日、新国立劇場 中劇場 / 7月21日 - 27日、森ノ宮ピロティホール / 8月2日 - 4日、 キャナルシティ劇場） - 主演・2番[69][70]
- 破門フェデリコ〜くたばれ!十字軍〜（2024年8月6日 - 9月1日、PARCO劇場 / 9月7日・8日、Niterra日本特殊陶業市民会館 ビレッジホール / 9月11日 - 16日、森ノ宮ピロティホール / 9月21日・22日、久留米シティプラザ ザ・グランドホール） - ハインリヒ 役[71]
- 謎解きはディナーのあとで（2025年9月9日 - 23日〈予定〉、日本青年館ホール / 9月27日 - 10月1日〈予定〉、SkyシアターMBS） - 主演・影山 役[72]

### イベント
- ジャニーズ大運動会2017（2017年4月16日、東京ドーム） - 「J-RED」の監督として参加[73]
- Jシリーズ・フェスティバル in Thailand（2017年6月18日、サイアム・パバライ・シアター）[74]

## 主催公演

### ソロコンサート
- TATSUYA UEDA LIVE 2008 『MOUSE PEACE』（2008年9月8日 - 21日、Johnnys Theater）[6]
- MOUSE PEACE uniting with FiVe TATSUYA UEDA LIVE 2010（2010年8月4日 - 2010年10月3日 5都市7公演）[75]
- MOUSE PEACE 2024 〜我龍転生〜（2024年1月6日 - 2月6日 5都市15公演）[15][76]

### 主催イベント
- MOUSE PEACE FES. 2024 1st Bite（2024年10月31日、パシフィコ横浜）[77][78]

## 作品

### デジタルEP
| 発売日 | 発売日       | タイトル  | 規格                   | 規格品番  |
| ------ | ------------ | --------- | ---------------------- | --------- |
| 1st    | 2024年2月7日 | ギリスト! | デジタル・ダウンロード | LCDA-0084 |

### 映像作品
|     | 発売日       | タイトル                      | 形態    | 形態                   | 規格品番        |
| --- | ------------ | ----------------------------- | ------- | ---------------------- | --------------- |
| 1st | 2024年9月4日 | MOUSE PEACE 2024 〜我龍転生〜 | 2BD     | 初回限定盤             | LCXA-5242〜5243 |
| 1st | 2024年9月4日 | MOUSE PEACE 2024 〜我龍転生〜 | 2DVD    | 初回限定盤             | LCBA-5520〜5521 |
| 1st | 2024年9月4日 | MOUSE PEACE 2024 〜我龍転生〜 | 2BD     | 通常盤                 | LCXA-5244〜5244 |
| 1st | 2024年9月4日 | MOUSE PEACE 2024 〜我龍転生〜 | 2DVD    | 通常盤                 | LCBA-5522〜5523 |
| 1st | 2024年9月4日 | MOUSE PEACE 2024 〜我龍転生〜 | BD+CD   | ファンクラブ会員限定盤 | LCNC-0075〜0076 |
| 1st | 2024年9月4日 | MOUSE PEACE 2024 〜我龍転生〜 | 2DVD+CD | ファンクラブ会員限定盤 | LCNC-0077〜0079 |

### その他
| 曲名             | 作詞                               | 作曲                               | JASRAC 作品コード | 名義                      | 収録                                                          | 備考                                 |
| ---------------- | ---------------------------------- | ---------------------------------- | ----------------- | ------------------------- | ------------------------------------------------------------- | ------------------------------------ |
| LOST             | 上田竜也                           | 宮崎歩                             | 139-9425-5        | KAT-TUN                   | アルバム『cartoon KAT-TUN II You』 - 上田ソロ                 |                                      |
| 愛の華           | 上田竜也                           | 上田竜也                           | 150-3738-0        | KAT-TUN                   | シングル『DON'T U EVER STOP』〈初回限定盤3〉 - 上田ソロ       |                                      |
| 花の舞う街       | TATSUYA UEDA                       | TATSUYA UEDA                       | 158-8133-4        | KAT-TUN 上田竜也          | アルバム『Break the Records -by you & for you-』 - 上田ソロ   |                                      |
| RABBIT OR WOLF?  | TATSUYA UEDA                       | TATSUYA UEDA                       | 700-4206-3        | KAT-TUN 上田竜也          | アルバム『NO MORE PAIИ』 - 上田ソロ                           |                                      |
| ニートまん       | MOUSE PEACE                        | 黒須克彦                           | 172-2679-1        | 上田竜也 KAT-TUN          | シングル『CHANGE UR WORLD』〈初回限定盤2〉 - 上田ソロ         |                                      |
| 〜again          | MOUSE PEACE "Tatsuya"              | MOUSE PEACE "Masami"               | 704-1996-5        | 上田竜也 KAT-TUN          | アルバム『CHAIN』 - 上田ソロ                                  |                                      |
| MONSTER NIGHT    | Tatsuya Ueda,Masami Okaza          | RAT-0124                           | 197-3391-7        | KAT-TUN 上田竜也          | アルバム『楔-kusabi-』〈初回限定盤2〉 - 上田ソロ              |                                      |
| ART OF LIFE      | Mz Hz                              | Thomas Klintström,KAZ-AK,DJ AiR    | 1G0-4481-2        | KAT-TUN 上田竜也          | アルバム『come Here』 - 上田ソロ                              |                                      |
| 俺メロディ       | 大森靖子,根本宗子                  | 大森靖子                           | 227-5470-9        | 上田竜也 KAT-TUN          | シングル『Ask Yourself』〈通常盤初回プレス〉 - 上田ソロ       |                                      |
| World's End.     | Jovette Rivera,Maiko Kawabe Rivera | Jovette Rivera,Maiko Kawabe Rivera | 239-2298-2        | 上田竜也 KAT-TUN          | アルバム『CAST』収録 - 上田ソロ                               |                                      |
| Love in snow     | 上田竜也                           | 上田竜也                           | 121-1759-5        | KAT-TUN                   | DVD『KAT-TUN Live 海賊帆』 - 上田ソロ                         |                                      |
| PIECES           | 上田竜也                           | 上田竜也                           | 124-6122-9        | KAT-TUN                   |                                                               |                                      |
| カキゴオリ       | 上田竜也                           | 上田竜也                           | 126-6151-1        | KAT-TUN                   |                                                               |                                      |
| SPARKING         | 上田竜也                           | HIKARI                             | 132-4725-5        | 上田竜也                  | DVD『Live of KAT-TUN "Real Face"』 - 上田ソロ                 |                                      |
| 育ち島           | 上田竜也                           | 上田竜也                           | 152-4224-2        | 上田竜也                  |                                                               |                                      |
| DICTATOR         | 上田竜也                           | 網本尚暢                           | 152-4244-7        | 上田竜也                  |                                                               |                                      |
| 遥か未来へ       | 上田竜也                           | 黒須克彦                           | 152-4218-8        | 上田竜也                  |                                                               |                                      |
| TIME             | 上田竜也                           | 黒須克彦                           | 152-4217-0        | 上田竜也                  |                                                               |                                      |
| TEEN'S           | 上田竜也                           | 黒須克彦                           | 152-4213-7        | 上田竜也                  |                                                               |                                      |
| フレンズ         | 上田竜也                           | 黒須克彦                           | 172-2696-1        | 上田竜也                  |                                                               |                                      |
| DEEP RED DROP    | 上田竜也                           | 重永亮介                           | 172-2693-7        | 上田竜也                  |                                                               |                                      |
| 未完成のアンサー | 大木隆弘                           | 南田健吾                           | 232-5932-9        | 上田竜也                  |                                                               | 配信限定曲 （2017年10月13日 - 配信） |
| BUTTERFLY        | 赤西仁,上田竜也                    | velvetronica                       | 130-3706-4        | KAT-TUN                   | アルバム『Best of KAT-TUN』 - 赤西仁&上田竜也                 |                                      |
| ありがとう       | 上田竜也                           | KEI YOSHIKAWA                      | 501-0630-9        | KAT-TUN 亀梨和也&上田竜也 | シングル『KISS KISS KISS』〈初回限定版2〉 - 亀梨和也&上田竜也 |                                      |
| ヤンキー片想い中 | 上田竜也                           | 黒須克彦、河合英嗣                 | 152-4227-7        | 上田竜也 KAT-TUN          | シングル『Roar』〈期間限定盤2〉 - 上田ソロ                    | 2008年発表曲。                       |
| カンタービレ     | 上田竜也                           | オカダユータ、清水哲平             | 270-7419-6        | KAT-TUN 上田竜也          | アルバム『Honey』〈通常盤〉 - 上田ソロ                        |                                      |
| Lollipop         | TEEDA                              | CR、SB、KOJI YAMAOKA               | 1Q8-7343-0        | 上田竜也 KAT-TUN          |                                                               |                                      |

## 書籍
- この声が届くまで（2025年6月27日、KADOKAWA）[18]